# Maria Norrfalk
Maria Helene Norrfalk (25 maart 1952) is een Zweeds bestuurster.

## Loopbaan
Norrfalk is opgeleid als boswachter en werd in 1990 benoemd tot regionale boswachter in de provincie Uppsala län. Ze was onder meer directeur-generaal van de Raad van Bosbouw (1994–2003), directeur-generaal van Sida (agentschap voor internationale ontwikkelingssamenwerking, 2003–2007) en voorzitter van Skansen (2010–2011). In 2007 werd ze aangesteld als gouverneur van Dalarnas län, een functie die ze tot 2015 bekleedde.
Norrfalk is tevens bestuurslid van de Stiftelsen för strategisk forskning (Stichting voor Strategisch Onderzoek), Inlandsdelegationen, de Svenska Jägareförbundetde (Zweedse vereniging voor Jacht) en lid van de Miljömålsrådet (milieuraad) en de Kungliga Skogs- och Lantbruksakademien (Koninklijke Land-en Bosbouw Academie).
- Virtual International Authority File: 311428247